# Моховик зелёный
Мохови́к зелёный (лат. Xerócomus subtomentósus) — съедобный гриб из рода моховик (лат. Xerocomus). В некоторых классификациях его, как и весь род Моховик, включают в род боровик или болетус (лат. Boletus) и называют соответственно Boletus subtomentosus. Наиболее распространённый вид из рода моховик. 
Научные синонимы:
- Boletus subtomentosus L., 1753[1] basionym
- Leccinum subtomentosum (L.) Gray, 1821
- Rostkovites subtomentosus (L.) P. Karst., 1881
- Versipellis subtomentosus (L.) Quél., 1886 и др.[2]

## Описание
Шляпка диаметром 3—10 см (иногда до 16 см), подушковидно-выпуклая, на ощупь бархатистая, цвет шляпки — серовато- или оливково-бурый.
Мякоть белая, не синеющая или слегка синеющая на разрезе.
Гименофор (трубочки) приросший, желтоватый, оливково-жёлтый, при надавливании слегка синеет, поры зрелых грибов крупные, угловатые.
Ножка цилиндрическая или сужающаяся к основанию, 4—10 см высотой и 1—2 см толщиной, гладкая, волокнистая с тёмно-бурой сеточкой.
Споровый порошок буроватого цвета, споры 12×5 мкм, веретеновидные.

## Экология и распространение

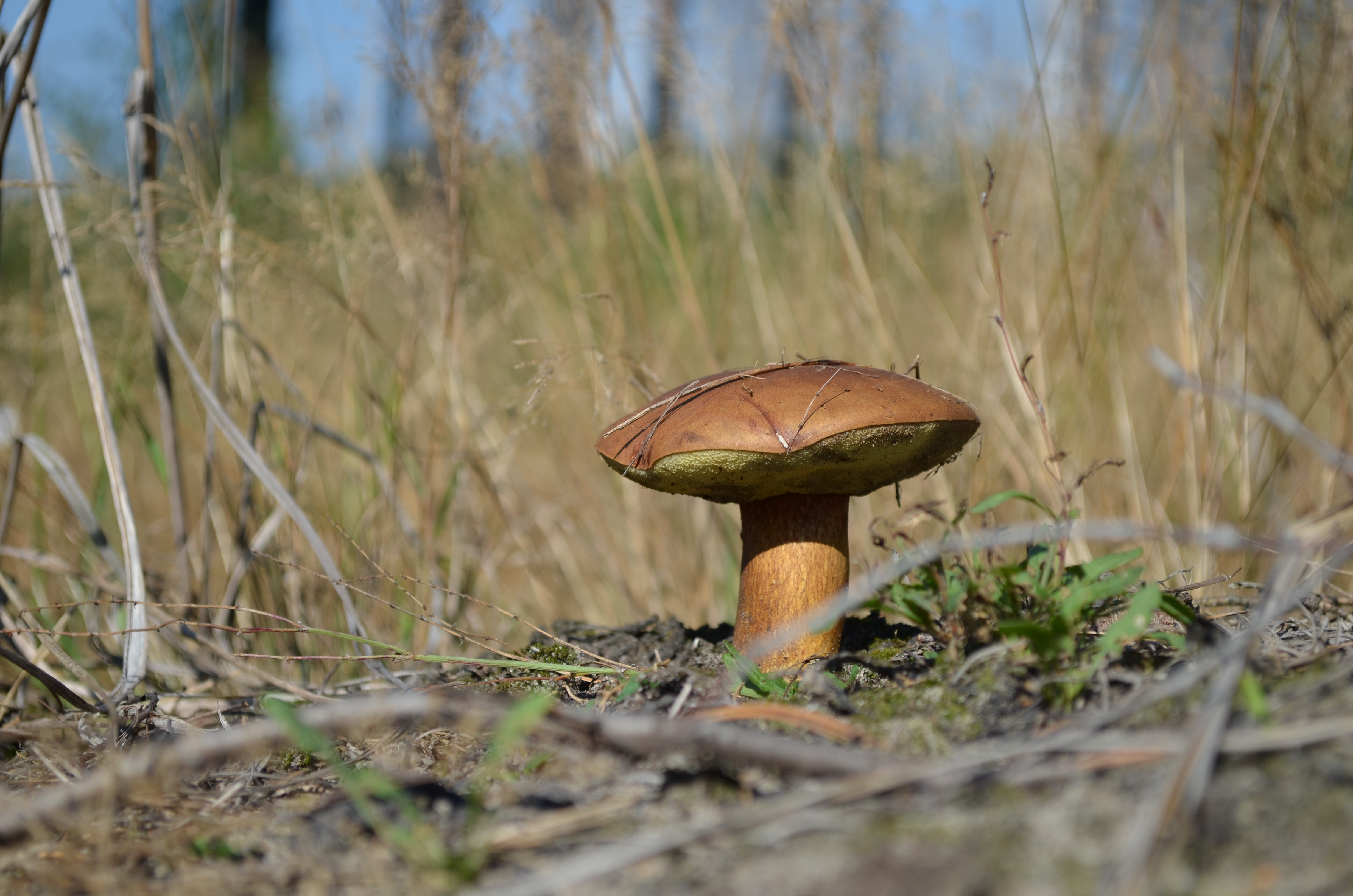
Моховик зелёный, Рязанская область

Растёт в разнообразных лесах, чаще на полянах, краях дорог, одиночно или группами. Иногда встречается на муравейниках. Образует микоризу как с хвойными, так и с лиственными деревьями. Гриб-космополит, часто встречается во всех регионах России, по всей Европе, в Северной Америке, Австралии, на острове Калимантан, заходит в субарктическую и субальпийскую зоны.
В России плодоносит с мая по октябрь.

## Сходные виды
- Моховик пёстрый (Xerocomus chrysenteron) имеет под кожицей шляпки тонкий пигментный слой (розовый или красный)
- Xerocomus ferrugineus более тёмной окраски, с заметной сеточкой на ножке. Иногда считается разновидностью моховика зелёного.
- Полубелый гриб (Boletus impolitus) отличается более толстой, массивной ножкой, похожей на ножку белого гриба, светло-жёлтой окраски без сетчатого рисунка, а также мелкими порами трубчатого слоя зрелых грибов.

## Употребление
Съедобен в свежем, сушёном и солёном виде, обычно используется свежеприготовленным. При сушке чернеет.
| Что анализировалось | Воды (в %) | От абсолютного сухого вещества в % | От абсолютного сухого вещества в % | От абсолютного сухого вещества в % | От абсолютного сухого вещества в % | От абсолютного сухого вещества в % | От абсолютного сухого вещества в % | От абсолютного сухого вещества в % |
| Что анализировалось | Воды (в %) | белка                              | жира                               | маннит                             | сахар                              | зола                               | клетчатка                          | БЭВ                                |
| ------------------- | ---------- | ---------------------------------- | ---------------------------------- | ---------------------------------- | ---------------------------------- | ---------------------------------- | ---------------------------------- | ---------------------------------- |
| Ножка               | 89,83      | 35,38                              | 2,36                               | 10,94                              | 0,48                               | 5,83                               | 41,23                              | 3,78                               |
| Шляпка              | 88,32      | 39,85                              | 5,82                               | 12,92                              | 1,14                               | 8,58                               | 28,29                              | 3,40                               |